# Ferrari 12Cilindri
El Ferrari 12Cilindri es un automóvil superdeportivo gran turismo con motor central-delantero montado longitudinalmente y de tracción trasera, producido por el fabricante italiano Ferrari.
Fue presentado en mayo de 2024 justo antes del Gran Premio de Miami, coincidiendo también con la conmemoración de los 70 años de Ferrari en Estados Unidos.

## Diseño
Ha sido diseñado en el Centro Stile Ferrari con Flavio Manzoni como jefe de diseño, siendo el sucesor del 812 Superfast. La marca afirma haberse inspirado en los gran turismos de los años 50 y 60. Sus líneas se notan limpias y esbeltas, cuya carrocería tiene un largo cofre y una gran parte trasera. Su parte frontal recuerda mucho al Daytona 365 GTB de 1968, ya que la moldura color oscuro que llevaban algunas de las versiones del Daytona, se ha replicado junto con sus faros rectangulares, acompañados de unas luces de circulación diurnas que inician una línea como franja, jugando con los vértices naturales a lo largo de la parte lateral del coche. El alerón desaparece para ser sustituido por dos apéndices activos. La parte baja también está cuidada para guiar el aire hacia el difusor trasero y el separador (splitter) delantero, contribuyendo a la generación de carga aerodinámica (downforce) con seis vórtices; y a una óptima refrigeración de los frenos.
La parte trasera podría tratarse de un diseño más innovador y futurista, debido a que la luneta va de esquina a esquina.
Su tamaño también parece ser más pequeño de lo común, si se compara con los demás coches actuales de su clase. Por lo anterior, se ha podido mantener su peso bajo en unos 1560 kg (3439 libras) en seco, con una relación peso a potencia de 1,88 kg/CV y una distribución de peso de 48.4% en el eje delantero y 51.6% en el trasero.
Se da gran importancia a la aerodinámica activa al agregar varias piezas, como las aletas triangulares a cada lado de la parte trasera, cuyas configuraciones opcionales llamadas Low Drag (LD) y High Downforce (HD), ayudan a mejorar la carga aerodinámica. Los elementos con los que cuenta, le permiten generar más carga cuando el coche viaja entre 60 a 300 km/h (37 a 186 mph). El suelo tiene función de crear succión y hay aletas que crean algunos vórtices para no permitir escapar al aire de ciertas zonas. De igual manera, se han hecho cambios en la parte baja del coche para mejorar el flujo de aire.
Otras características destacables son el nuevo sistema de escape diseñado para cumplir con las normativas sobre emisiones vigentes con un convertidor catalítico cerámico junto al filtro de partículas. Unas nuevas bielas de titanio, han permitido reducir el peso y la inercia de algunos componentes en un 40%, respecto al acero. Los pistones están hechos con nuevas aleaciones de aluminio también más ligeras, mientras que el cigüeñal cuenta con un nuevo equilibrado que reduce otro 3%.
La disposición de múltiples de admisión, de de escape y de los cilindros más compacta, permite una mayor optimización del rendimiento y potencia a altas revoluciones. Lo anterior aunado a un software específico que ayuda a modificar el par máximo disponible en función de la marcha engranada, de tal manera que se perciba un empuje sostenido a medida que aumenta la relación de marchas. El árbol de levas viene derivado de un desarrollo de la Fórmula 1, además de nuevas técnicas de cubierta de ciertos materiales para reducir la fricción.
Está construido sobre un chasis de aluminio, ya que los de fibra de carbono se reservan para los todavía más superdeportivos, con un 15% más de resistencia a la torsión comparado con su antecesor, además de elementos de aleación secundaria y piezas de fundición huecas para lograr un ahorro de 146 kg (322 libras) de CO2 por cada chasis fabricado.
La adición de una versión Spider se esperaba para finales de 2024 o tal vez hasta principios de 2025, cuyo peso subiría a 1620 kg (3571 libras).

## Especificaciones
Está equipado con el mismo motor V12 de 6496 cm³ (6,5 L; 396,4 plg³) del 812 Superfast, incluso con una potencia idéntica de 830 CV (819 HP; 610 kW), aunque el fabricante afirma que han realizado muchos cambios en su mecánica, tanto que podría considerarse como objeto de distintas evoluciones del anterior. El 80% del par máximo está disponible desde las 2500 rpm.
El V12 está acoplado a una transmisión de doble embrague F1 de ocho velocidades un 30% más rápida, una vez revisada la relación del cambio y con un nuevo engranaje cónico que aumenta el par transferido a las ruedas en un 12%, con especial atención a la transición entre la tercera y la cuarta velocidad para una mejor aceleración posible. Con todo esto, es capaz de acelerar de 0 a 100 km/h (0 a 62 mph) en 2.9 segundos, de 0 a 200 km/h (0 a 124 mph) en menos de 7.9 segundos y alcanzar una velocidad máxima de más de 340 km/h (211 mph).
También incluye ayudas electrónicas combinadas, como el un nuevo "cerebro electrónico" llamado SSC8.0 (Side Slip Control SSC 8.0), a fin de que sea altamente eficaz en cualquier parte, incluido el circuito. Otra novedad es el nuevo sistema independiente de cuatro ruedas directrices 4WS añadido en el 812 Competizione, el cual es capaz de ajustar el movimiento de cada rueda independientemente de las demás para optimizar su paso por las curvas, para así poder mejorar la estabilidad y capacidad de respuesta al cambiar de dirección.
| Diámetro x carrera                    | 94 x 78 mm (3,70 x 3,07 plg)             |
| Potencia máxima                       | 830 CV (819 HP; 610 kW) @ 9250 rpm       |
| Par máximo                            | 678 N·m (500 lb·pie) @ 7250 rpm          |
| Línea roja                            | 9500 rpm                                 |
| Relación de compresión                | 13.5:1                                   |
| Potencia específica                   | 127,8 CV/litro                           |
| Alimentación                          | Inyección directa, naturalmente aspirado |
| Sistema de lubricación                | Cárter seco                              |
| Capacidad del tanque de combustible   | 92 litros (24,3 galAm)                   |
| Frenada de 100 a 0 km/h (62 a 0 mph)  | 31,4 m (103 pies)                        |
| Frenada de 200 a 0 km/h (124 a 0 mph) | 122 m (400,3 pies)                       |

## Interior
En su interior se puede encontrar lo último en tecnología, como las tres pantallas dentro del habitáculo, con un panel de instrumentos digital de 15,6 pulgadas (39,6 cm), además de una pantalla táctil central de 10,25 pulgadas (26,0 cm) y un panel digital de 8,8 pulgadas (22,4 cm) frente al copiloto.
También incluye lo más actual en cuanto a conectividad, siendo compatible con Apple CarPlay y Android Auto, así como una nueva bandeja de carga inalámbrica para teléfonos inteligentes y un sistema de sonido firmado por Burnmester con 15 bocinas de 1600 W (2,2 CV) para un sonido envolvente.
El techo tiene algunas zonas de techo solar de cristal tintado, que parece dar una sensación de mucho espacio y luminosidad. Como opción podría llevar otro de carbono.